# Нильсон, Биргит
Марта Би́ргит Ни́ль(с)сон (швед. Märta Birgit Nilsson; 17 мая 1918 года — 25 декабря 2005 года) — шведская оперная певица (драматическое сопрано). Часто признаётся величайшей исполнительницей вагнеровских партий в истории. Её голос отличался исключительной силой, обильными запасами мощи, а также сверкающей яркостью и чистотой в верхнем регистре. Придворная певица (1954), каммерзенгер Венской государственной оперы (1968) и Баварской государственной оперы (1970). В 1960-е годы самый высокооплачиваемый оперный вокалист мира. По поводу своих коронных партий она говорила: «Изольда  дала мне славу, а Турандот — богатство». 

## Биография и творчество
Родилась в крестьянской семье, с детства пела в церковном хоре. В 1941-46 гг. обучалась в Королевской музыкальной академии в Стокгольме. В 1946 г. дебютировала в Королевской опере в Стокгольме в партии Агаты в опере Вебера «Вольный стрелок». В 1948 г. выступила в Германии и Италии. Но основной её площадкой до 1951 года оставался Стокгольм, где она исполняла уже весьма разнообразные для начинающей певицы партии: Донна Анна (в «Дон Жуане» Моцарта), Леди Макбет и Аида (Верди), Лиза (в «Пиковой даме» Чайковского), Тоска (Пуччини), Сента и Зиглинда (в «Летучем голландце» и «Валькирии» Вагнера). В 1951 г. имела успех на Глайндборнском фестивале в партии Электры в «Идоменее» Моцарта.
Вскоре певица вплотную обратилась к вагнеровским ролям. В 1953 г. она исполнила в Стокгольме партии Елизаветы в «Тангейзере» и Изольды в «Тристане и Изольде», а в 1954-55 гг. с огромным успехом выступала в роли Брунгильды в «Кольце Нибелунга» в Мюнхене. C 1954 г. выступала в Венской государственной опере, в 1954-67 гг. участвовала в Байрейтском фестивале.
В середине XX века непревзойдённой исполнительницей вагнеровских партий считалась Кирстен Флагстад. Восхождение звезды Нильсон породило множество сравнений этих певиц. Пронзительный голос Нильсон за способность без напряжения разрезать самую плотную оркестровку, перекрывая сотни музыкантов, сравнивали с лучом лазера, называли стальным и электризующим. Её пламенные верхние «до» представлялись слушателям сверхчеловеческими. Голос Флагстад был теплее и лиричней, обволакивал весь зал бархатистой глубиной и эмоциональной насыщенностью, причём исключительная ровность и плавное звучание во всём диапазоне приближало его к итальянским вокальным стандартам. 
Впрочем, в репертуаре Нильсон были не только вагнеровские партии. С не меньшим успехом она выступала в операх Рихарда Штрауса (Саломея и Электра в одноимённых операх, Жена красильщика в «Женщине без тени») и Джузеппе Верди (Аида в одноименной опере, Леди Макбет в «Макбете» и т. д.). К её величайшим достижениям принадлежит заглавная партия в опере Пуччини «Турандот», впервые спетая ею в 1958 году на открытии сезона в Ла Скала, затем исполнявшаяся с неизменным триумфом по всему миру и записанная множество раз с различными партнёрами и дирижёрами.
Биргит Нильссон выступала в США (c 1956 г.), Лондоне (с 1957 г.), Москве (1964 г.), Осаке (1967 г.), Париже (1968 г.), Буэнос-Айресе (1971 г, 1979 г.) и т. д. Одной из величайших и самых востребованных певиц послевоенного времени Нильссон стала благодаря красоте и силе голоса, чистоте интонации, драматизму исполнения и выдающейся актёрской игре. Также её выделяло яркое чувство юмора, и многие её фразы были разобраны любителями оперы на цитаты.
Певица выступала не только в опере, но и (реже) в концертах, где исполняла в том числе песни и романсы (на шведском языке) Я. Сибелиуса и В. Стенхаммара. Биргит Нильссон записала все свои главные вокальные партии, а также около десятка сольных концертов арий, художественных песен, концертов и гимнов — все они изначально были выпущены в формате виниловых пластинок и большинство было переиздано на CD или в цифровом формате.
В 1978 г. предприняла большое концертное турне, в основном с песенной программой. Завершила публичные выступления в 1984 г., после чего вернулась в родную провинцию на юге Швеции, где прожила ещё двадцать лет, занимаясь преимущественно семьёй (её единственный счастливый брак длился 57 лет) и делами местной общины, в частности организовывая концерты известных шведских оперных певцов в своём родном городе. В 1996 году на юбилейном вечере Дж. Ливайна в Метрополитен-опере певица вновь продемонстрировала силу и чистоту своего голоса, спев знаменитое вагнеровское «Hojotoho» (клич Брунгильды из оперы «Валькирия»).

## Признание
В 1954 г. Нильссон стала придворной певицей, в 1960 — членом Шведской музыкальной академии, в том же году получила орден «Litteris et artibus». Премия Леони Соннинг (1966). В 1981 г. Нильссон стала первой женщиной, получившей от шведского правительства медаль «Illis quorum meruere labores». В 1992 г. стала почётным доктором Академии им. Сибелиуса (Хельсинки). Введена в Зал славы журнала Gramophone. 

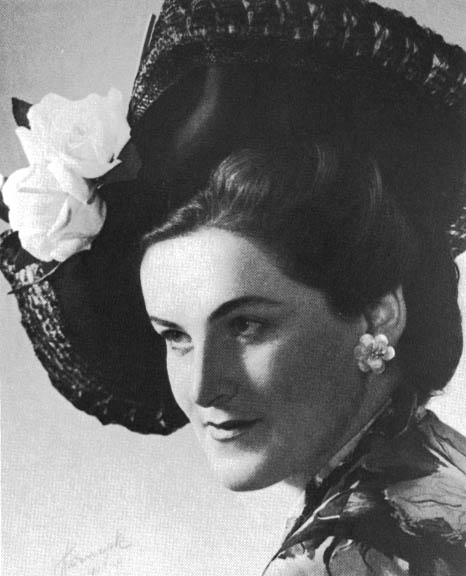
Биргит Нильсон в 1948 году

### Награды
- Медаль Литературы и искусств (Швеция, 1960)
- Командор ордена искусств и литературы (Франция, 1991)[19][20]
- Командор 1 класса ордена Васы (Швеция, 1974)[19]
- Командор 1 класса ордена Святого Олафа (Норвегия, 1975)[19]
- Золотая медаль «За заслуги» (Дания)[19]

### Память о Нильсон
Банк Швеции 6 апреля 2011 года  сообщил о планах выпуска в 2015 году новой серии денежных знаков. На аверсе купюры достоинством 500 шведских крон будет размещён портрет Биргит Нильссон.
В 2009 Фондом Биргит Нильссон учреждена премия её имени в размере $ 1 000 000 — крупнейшая в области классической музыки. Её первым лауреатом стал Пласидо Доминго, вторым — Рикардо Мути.

## Дискография

### Сборники
- 1957 — «Немецкие и итальянские арии». Дирижёр Леопольд Людвиг.
- 1958 — «Немецкие арии». Дирижёр Хайнц Уоллберг.
- 1962 — «Нильссон поет Верди». Оркестр театра Ковент-Гарден, дирижёр А. Квадри.
- 1965 — «Песни из страны полуночного солнца». Музыка Грига , Сибелиуса и Рангстрёма. Дирижёр Бертиль Бокстедт.
- 1975 — «Песни Рихарда Штрауса и Яна Сибелиуса».

### Оперы

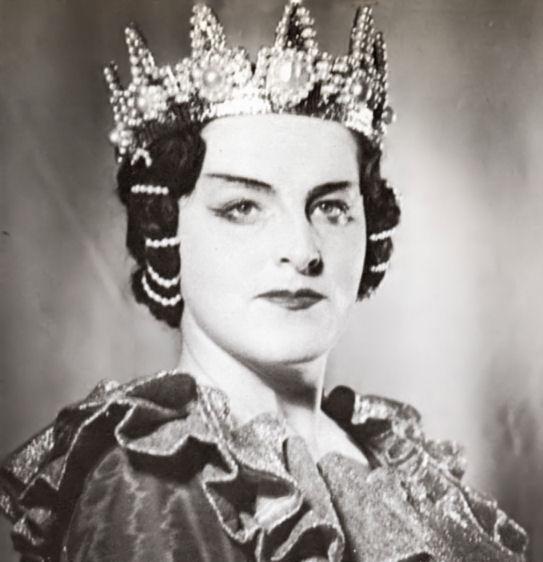
Биргит Нильсон в партии Леди Макбет, 1947

- 1958 — Джакомо Пуччини. «Девушка с Запада» (Партия Минни). Хор и оркестр театра Ла Скала, дирижёр Ловро фон Матачич. EMI.
- 1959 — Вольфганг Амадей Моцарт. «Дон Жуан» (партия Донны Анны). Хор и оркестр Венской оперы, дирижёр Эрих Лайнсдорф. В других партиях: Леонтина Прайс, Чезаре Сьепи.
- 1959 — Джакомо Пуччини. «Турандот» (партия Турандот). Хор и оркестр Римской оперы, дирижёр Эрих Лайнсдорф. В других партиях: Юсси Бьёрлинг, Рената Тебальди и Джорджо Тоцци. RCA.
- 1960 — Рихард Вагнер. «Тристан и Изольда» (партия Изольды). Хор и оркестр Венской оперы, дирижёр сэр Георг Шолти. Decca.
- 1961 — Джузеппе Верди. «Бал-маскарад» (партия Амелии). Оркестр Национальной академии Санта-Чечилия, дирижёр сэр Георг Шолти. В других партиях: Карло Бергонци, Джульетта Симионато. Decca.
- 1961 — Рихард Вагнер. «Валькирия» (партия Брунгильды). Лондонский симфонический оркестр, дирижёр Эрих Лайнсдорф. В других партиях: Джон Викерс, Дэвид Уорд, Джордж Лондон, Рита Горр. Decca.
- 1961 — Рихард Штраус. «Саломея» (партия Саломеи). Хор и оркестр Венской оперы, дирижёр сэр Георг Шолти. В других партиях: Герхард Штольце. Decca.
- 1963 — Рихард Вагнер. «Зигфрид» (партия Брунгильды). Хор и оркестр Венской оперы, дирижёр сэр Георг Шолти. В других партиях: Вольфганг Виндгассен, Ханс Хоттер, Герхард Штольце, Джоан Сазерленд. Decca.
- 1964 — Людвиг ван Бетховен. «Фиделио» (партия Леоноры). Хор и оркестр Венской оперы, дирижёр Лорин Маазель. В других партиях: Том Краузе. Decca.
- 1965 — Рихард Вагнер. «Гибель богов» (партия Брунгильды). Хор и оркестр Венской оперы, дирижёр сэр Георг Шолти. В других партиях: Вольфганг Виндгассен, Густав Найдлингер, Готлоб Фрик, Дитрих Фишер-Дискау, Криста Людвиг, Гвинет Джонс. Decca.
- 1965 — Рихард Вагнер. «Валькирия» (партия Брунгильды). Хор и оркестр Венской оперы, дирижёр сэр Георг Шолти. В других партиях: Готлоб Фрик, Джеймс Кинг, Криста Людвиг. Decca.
- 1965 — Джузеппе Верди. «Аида» (партия Аиды). Хор и оркестр Римской оперы, дирижёр Зубин Мета. В других партиях: Франко Корелли, Грейс Бамбри. EMI.
- 1965 — Джузеппе Верди. «Макбет» (партия леди Макбет). Оркестр Национальной академии Санта-Чечилия, дирижёр Томас Шиппер. В других партиях: Джузеппе Таддеи, Бруно Преведи. Decca.
- 1965 — Джакомо Пуччини. «Турандот» (партия Турандот). Хор и оркестр Римской оперы, дирижёр Франческо Молинари-Праделли. В других партиях: Франко Корелли, Рената Скотто. EMI.
- 1967 — Рихард Штраус. «Электра» (партия Электры). Хор и оркестр Венской оперы, дирижёр сэр Георг Шолти. В других партиях: Регина Резник, Том Краузе, Герхард Штольце. Decca SET 354—355.
- 1967 — Джакомо Пуччини. «Тоска» (партия Флории Тоски). Оркестр Национальной академии Санта-Чечилия, дирижёр Лорин Маазель. В других партиях: Франко Корелли, Дитрих Фишер-Дискау. Decca.
- 1967 — Вольфганг Амадей Моцарт. «Дон Жуан» (партия Донны Анны).
- 1969 — Карл Мария фон Вебер. «Вольный стрелок» (партия Агаты). Оркестр Баварского радио под управлением Роберта Хегера. В других партиях: Николай Гедда. EMI.
- 1970 — Карл Мария фон Вебер. «Оберон» (партия Резии). Оркестр Баварского радио под управлением Рафаэля Кубелика. В других партиях: Пласидо Доминго. DG.
- 1970 — Рихард Вагнер. «Тангейзер» (партии Елизаветы и Венеры). Немецкий оперный оркестр под управлением Отто Герда. В других партиях: Вольфганг Виндгассен, Дитрих Фишер-Дискау. DG.